# Рота, Альфредо
Альфре́до Рота (итал. Alfredo Rota; 21 июля 1975, Милан, Италия) — итальянский фехтовальщик на шпагах, чемпион Олимпийских игр 2000 года и бронзовый призёр Игр 2008 года в командных турнирах. двукратный призёр чемпионатов мира. Чемпион Европы.

## Спортивная биография
Дебют Альфредо Рота на международных соревнованиях состоялся в 1994 году на чемпионате мира среди юниоров, проходившем в Мексике. Итогом выступления стало 6 место в соревновании шпажистов. На взрослом уровне первым крупным соревнованием для итальянца стал чемпионат мира 1997 года. В личных соревнованиях Рота стал девятнадцатым, а в командных в составе сборной Италии стал бронзовым призёром чемпионата мира. Через два года европейское первенство проходило в Италии. Родные стены помогли молодому итальянцу. В индивидуальных соревнованиях Рота стал серебряным призёром, уступив французу Рэми Деломмэ, а в командных стал чемпионом Европы.
В 2000 году Рота дебютирует на Олимпийских играх. В личных соревнованиях шпажистов Альфредо остался лишь 10, уступив в 1/8 финала кубинцу Ивану Тревехо. Через 2 дня состоялся командный турнир. Обыграв сборные Австралии и Кореи, сборная Италии пробилась в финал, где её соперником стали французы, посеянные на турнире под первым номером. Перед заключительным поединком итальянцы уступали со счётом 36-38. В последнем бою Альфредо Роте противостоял серебряный призёр личного первенства Юг Обри. Предыдущие два поединка в финале Альфредо проиграл своим соперникам. В решающем бою ему необходима была победа с разницей более, чем в 2 укола. По окончании отведённых на поединок 4 минут на табло горел счёт 3:0 в пользу итальянца. Таким образом сборная Италии одержала победу со счётом 39-38 и получила золото Олимпийских игр.
Спустя 4 года на Олимпийских играх в Афинах Рота выступал только в индивидуальном турнире, поскольку сборная Италии не смогла пройти квалификацию для участия в командном турнире шпажистов. Вновь, как и на прошлых играх Альфредо оступился в 1/8 финала и занял 9 место. Обидчиком итальянца выступил американский спортсмен Сорен Томпсон.
На Олимпийских играх 2008 года Альфредо вновь неудачно выступил в индивидуальных соревнованиях. В 1/16 финала он уступил венгру Габору Боцко и занял 21 место. В командных соревнованиях сборная Италии выступила успешнее. В четвертьфинале была обыграна сборная Южной Кореи со счётом 45:37. Но в полуфинале итальянцы не смогли оказать достойного сопротивления сборной Франции и уступили 39:45. В матче за 3-е место Италии противостояла сборная Китая. Упорной борьбы в этом матче не получилось, со счётом 45:35 победу одержали итальянцы и стали бронзовыми призёрами игр.

## Государственные награды
- Командор ордена «За заслуги перед Итальянской Республикой» — 3 октября 2000 года